# Du Jing
Du Jing (杜婧S, Dù JìngP; Anshan, 23 giugno 1984) è una giocatrice di badminton cinese, vincitrice della medaglia d'oro ai Giochi olimpici di Pechino 2008 nel doppio femminile, in coppia con Yu Yang.

## Palmarès
- Giochi olimpici

Pechino 2008: oro nel doppio femminile.
- Campionati mondiali di badminton

2006 - Madrid: bronzo nel doppio femminile.